# Omar Silverio
Omar Silverio Grullon (Santiago, República Dominicana, 05 de noviembre de 1998) es un baloncestista dominicano que actualmente juega en las filas del Movistar Estudiantes de la Primera Feb. Mide 1,92 metros de estatura y juega en la posición de escolta y Base). Es parte de la selección nacional de la República Dominicana en las competiciones internacionales.

## Trayectoria deportiva
Es un escolta formado en la St. Raymond High School for Boys de su ciudad natal hasta 2018, cuando ingresó en la Universidad de Rhode Island, situada en Kingston, Rhode Island, donde jugó una temporada la NCAA con los Rhode Island Rams.
En 2019, ingresa en la Universidad Hofstra, situada en Hempstead, en el estado de Nueva York, donde jugaría durante tres temporadas la NCAA con los Hofstra Pride, desde 2019 a 2022.
En su última temporada universitaria forma parte de los Manhattan Jaspers, equipo del Manhattan College, pero luego firma West Virginia Mountaineers luego de que el director técnico fue expulsado. Necesitaba un waiver el cual no fue aceptado y tuvo que empezar su carrera profesional.
El 9 de octubre de 2023, firma por los Soles de Mexicali de la Liga Nacional de Baloncesto Profesional de México.
El 17 de diciembre de 2023, firma por el Hapoel Galil Elyon israelí, con el que promedió 14,5 puntos, con un 34% de acierto en triples.
El 18 de mayo de 2024, firma por .Cocodrilos de Caracas en Venezuela, donde promedió 12,7 puntos y 3,2 asistencias por partidos. En los playoff promedio 16.7 puntos por partido.
El 12 de enero de 2025, firma por el Bilbao Basket de la Liga Endesa. Un mes después, tras haber disputado 3 partidos finalizaría su contrato con el conjunto bilbaíno.
El 11 de marzo de 2025 regresa a la ACB fichando por el Covirán Granada de la Liga Endesa.
el 7 de junio del 2025 se integra a los Metros de Santiago en su ciudad natal luego de culminar su temporada en la Liga ACB.

## Selección nacional
Omar hizo su debut en 2024 con la selección absoluta de la República Dominicana  en los partidos clasificatorios para la FIBA Americup.